# Miglior allenatore della LNB Pro A
Il Miglior allenatore della LNB Pro A è il premio conferito dalla Ligue Nationale de Basket-ball al miglior allenatore della stagione regolare.

## Vincitori
| Stagione  | Nazionalità        | Giocatore                        | Squadra                      |
| --------- | ------------------ | -------------------------------- | ---------------------------- |
| 1985-1986 | Francia            | Michel Gomez                     | Vendée Challans Basket       |
| 1986-1987 | Stati Uniti        | George Fisher                    | Élan Béarnais Pau-Orthez     |
| 1987-1988 | Francia            | Jean Galle                       | Cholet Basket                |
| 1988-1989 | Francia            | Jean-Luc Monschau                | Mulhouse Basket              |
| 1989-1990 | Francia            | Michel Gomez (2)                 | CSP Limoges                  |
| 1990-1991 | Francia            | Michel Gomez (3)                 | Élan Béarnais Pau-Orthez     |
| 1991-1992 | Francia            | Alain Thinet                     | Chorale Roanne Basket        |
| 1992-1993 | Jugoslavia         | Božidar Maljković                | CSP Limoges                  |
| 1993-1994 | Jugoslavia         | Božidar Maljković (2)            | CSP Limoges                  |
| 1994-1995 | Francia            | Jacques Monclar                  | Olympique Antibes            |
| 1995-1996 | Francia            | Gregor Beugnot                   | ASVEL Lyon-Villeurbanne      |
| 1996-1997 | Francia            | Gregor Beugnot (2)               | ASVEL Lyon-Villeurbanne      |
| 1997-1998 | Francia            | Gregor Beugnot (3)               | ASVEL Lyon-Villeurbanne      |
| 1998-1999 | Francia            | Claude Bergeaud                  | Élan Béarnais Pau-Orthez     |
| 1999-2000 | Francia Jugoslavia | Christophe Vitoux Duško Ivanović | Strasburgo IG CSP Limoges    |
| 2000-2001 | Francia            | Vincent Collet                   | Le Mans Sarthe Basket        |
| 2001-2002 | Jugoslavia         | Savo Vučević                     | Cholet Basket                |
| 2002-2003 | Francia            | Frédéric Sarre                   | Élan Béarnais Pau-Orthez     |
| 2003-2004 | Francia            | Vincent Collet (2)               | Le Mans Sarthe Basket        |
| 2004-2005 | Francia            | Éric Girard                      | Strasburgo IG                |
| 2005-2006 | Francia            | Frédéric Sarre (2)               | JL Bourg-en-Bresse           |
| 2006-2007 | Francia            | Jean-Denys Choulet               | Chorale Roanne Basket        |
| 2007-2008 | Francia            | Christian Monschau               | Saint Thomas Basket Le Havre |
| 2008-2009 | Francia            | Philippe Hervé                   | Orléans Loiret Basket        |
| 2009-2010 | Francia            | Ruddy Nelhomme                   | Poitiers Basket 86           |
| 2010-2011 | Turchia            | Erman Kunter                     | Cholet Basket                |
| 2011-2012 | Francia            | Gregor Beugnot (4)               | Elan Chalon                  |
| 2012-2013 | Francia            | Christian Monschau (2)           | BCM Gravelines               |
| 2013-2014 | Francia            | Jean-Louis Borg                  | JDA Digione                  |
| 2014-2015 | Francia            | Vincent Collet (3)               | Strasburgo IG                |
| 2015-2016 | Francia            | Vincent Collet (4)               | Strasburgo IG                |
| 2016-2017 | Montenegro         | Zvezdan Mitrović                 | AS Monaco                    |
| 2017-2018 | Montenegro         | Zvezdan Mitrović (2)             | AS Monaco                    |
| 2018-2019 | Francia            | Pascal Donnadieu                 | Nanterre 92                  |
| 2019-2020 | Non assegnato      | Non assegnato                    | Non assegnato                |
| 2020-2021 | Montenegro         | Zvezdan Mitrović (3)             | AS Monaco                    |
| 2021-2022 | Francia            | Vincent Collet (5)               | Metropolitans 92             |
| 2022-2023 | Francia            | Laurent Vila                     | Cholet Basket                |
| 2023-2024 | Finlandia          | Tuomas Iisalo                    | Paris Basketball             |
| 2024-2025 | Francia            | Fabrice Lefrançois               | Cholet Basket                |